# Rhysotoechia grandifolia
Rhysotoechia grandifolia är en kinesträdsväxtart som beskrevs av Ludwig Radlkofer. Rhysotoechia grandifolia ingår i släktet Rhysotoechia och familjen kinesträdsväxter. Inga underarter finns listade i Catalogue of Life.